# Conceição dos Ouros
Conceição dos Ouros este un oraș în unitatea federativă Minas Gerais (MG), Brazilia.